# Redzikowo (osada)
Redzikowo – osada w Polsce położone w województwie pomorskim, w powiecie słupskim, w gminie Redzikowo.
Miejscowość położona jest przy drodze krajowej nr 6.
Z miejscowością sąsiaduje bezpośrednio wojskowe (dawniej również cywilne) lotnisko Słupsk-Redzikowo. Historia powstania Redzikowa-Osiedla powiązana jest z istniejącą tu jednostką wojskową (budynki mieszkalne osiedla zostały wybudowane głównie dla rodzin pełniących tu służbę żołnierzy).
W latach 1975–1998 miejscowość administracyjnie należała do województwa słupskiego.
W pobliżu położona jest wieś Redzikowo.

## Nazwa
Nazwa jest przeniesiona z sąsiedniej wsi Redzikowo.